# Авдеевка (Оренбургская область)
Авде́евка — село в Абдулинском городском округе Оренбургской области России.

## География
Село находится в северо-западной части Оренбургской области, в лесостепной зоне, в пределах южной окраины Бугульминско-Белебеевской возвышенности, на правом берегу реки Камыш-Садак, на расстоянии примерно 19 километров (по прямой) к юго-востоку от города Абдулино, административного центра района. Абсолютная высота — 223 метра над уровнем моря.
Климат
Климат характеризуется как континентальный с суровой зимой (морозы ниже −30 °C) и жарким летом. Средняя температура воздуха самого тёплого месяца (июля) — 19-22 °C. Среднегодовое количество атмосферных осадков составляет 420 мм. Около 60—70 % годового количества осадков выпадает в течение тёплого периода. Снежный покров держится в среднем около 150 дней в году.
Часовой пояс
Село Авдеевка, как и вся Оренбургская область, находится в часовой зоне МСК+2. Смещение применяемого времени относительно UTC составляет +5:00.

## История
До 1 января 2016 года село входило в состав Камышсадакского сельсовета.

## Население
| 2010 |
| ---- |
| 172  |

Гендерный состав
По данным Всероссийской переписи населения 2010 года в гендерной структуре населения мужчины составляли 45,9 %, женщины — соответственно 54,1 %.
Национальный состав
Согласно результатам переписи 2002 года, в национальной структуре населения русские составляли 83 % из 254 чел.

## Инфраструктура
Действуют основная школа, центр досуга (учреждение культуры) и библиотека.

## Улицы
Уличная сеть села состоит из двух улиц:
- ул. Центральная
- ул. Школьная